# Comité national olympique et sportif congolais
Le  Comité national olympique et sportif congolais (CNOSG) est le comité national olympique de la république du Congo, fondé en 1964 à Brazzaville. Il a été reconnu par le CIO la même année.